# 多哈级护卫舰
多哈级（或祖巴拉级）护卫舰是芬坎蒂尼为卡塔尔阿米爾海軍建造的一类护卫舰。 

## 发展
Fincantieri在 DIMDEX 2018 期间首次展示了卡塔尔埃米尔海军的多用途防空护卫舰。 2017年8月，卡塔尔在2016年6月签订合同后，正式宣布订购该级4艘船。  
他们能够在横向起重机和牵引坡道的帮助下操作高速船，例如硬壳充气船。多哈级的所有四艘船都将成为卡塔尔埃米尔海军的骨干。

## 潜在使用國

### 希腊
Fincantieri 正在与希腊政府就购买 Elefsis 造船厂进行谈判。 Fincantieri 提供 4 艘多哈级护卫舰，将在意大利和希腊建造。

## 本级舰
| 舰名                      | 舷号 | 建造厂家        | 开工日期         | 下水日期           | 委托                | 状态   |
| ------------------------- | ---- | --------------- | ---------------- | ------------------ | ------------------- | ------ |
| 祖巴拉号 （Al-Zubarah）   | F101 | 芬坎蒂尼,穆贾诺 | 2018 年6 月      | 2020 年 2 月 27 日 | 2021 年 10 月 28 日 | 服役中 |
| 达姆萨号 （Damsah）       | F102 | 芬坎蒂尼,穆贾诺 |                  | 2021 年 2 月 13 日 | 2022年4月28日       | 服役中 |
| 艾可 （Al-Khor）          | F103 | 芬坎蒂尼,穆贾诺 |                  | 2021 年 9 月 30 日 | 2022年12月22日      | 服役中 |
| 苏迈西玛号 （Sumaysimah） | F104 | 芬坎蒂尼,穆贾诺 | 2021 年2 月13 日 | 2022年3月29日      | 2023年5月16日       | 已交付 |

## 相關連結
- 濒海战斗舰